# Дриджат
Дриджат (араб. دريجات‎ ; ивр. דריג'את‎, также известна как Дрижат) — арабская деревня на юге Израиля. Расположена в пустыне Негев недалеко от Арада, между Кусейфе и лесом Ятир. Входит в состав регионального совета Аль-Касум.

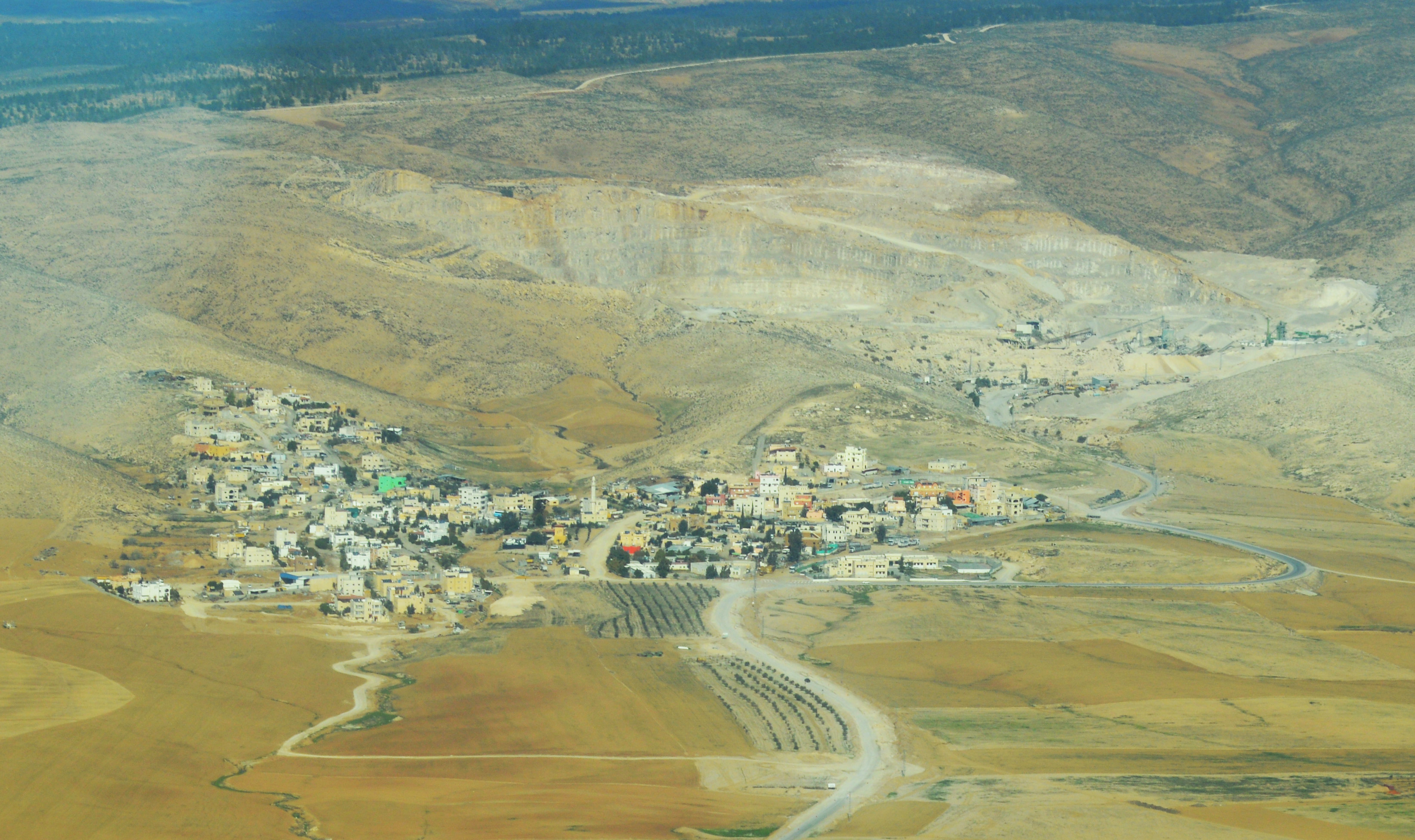
Вид с воздуха на Дриджат

## История
Дриджат был основан в XIX веке фалахами из южного Хеврона.

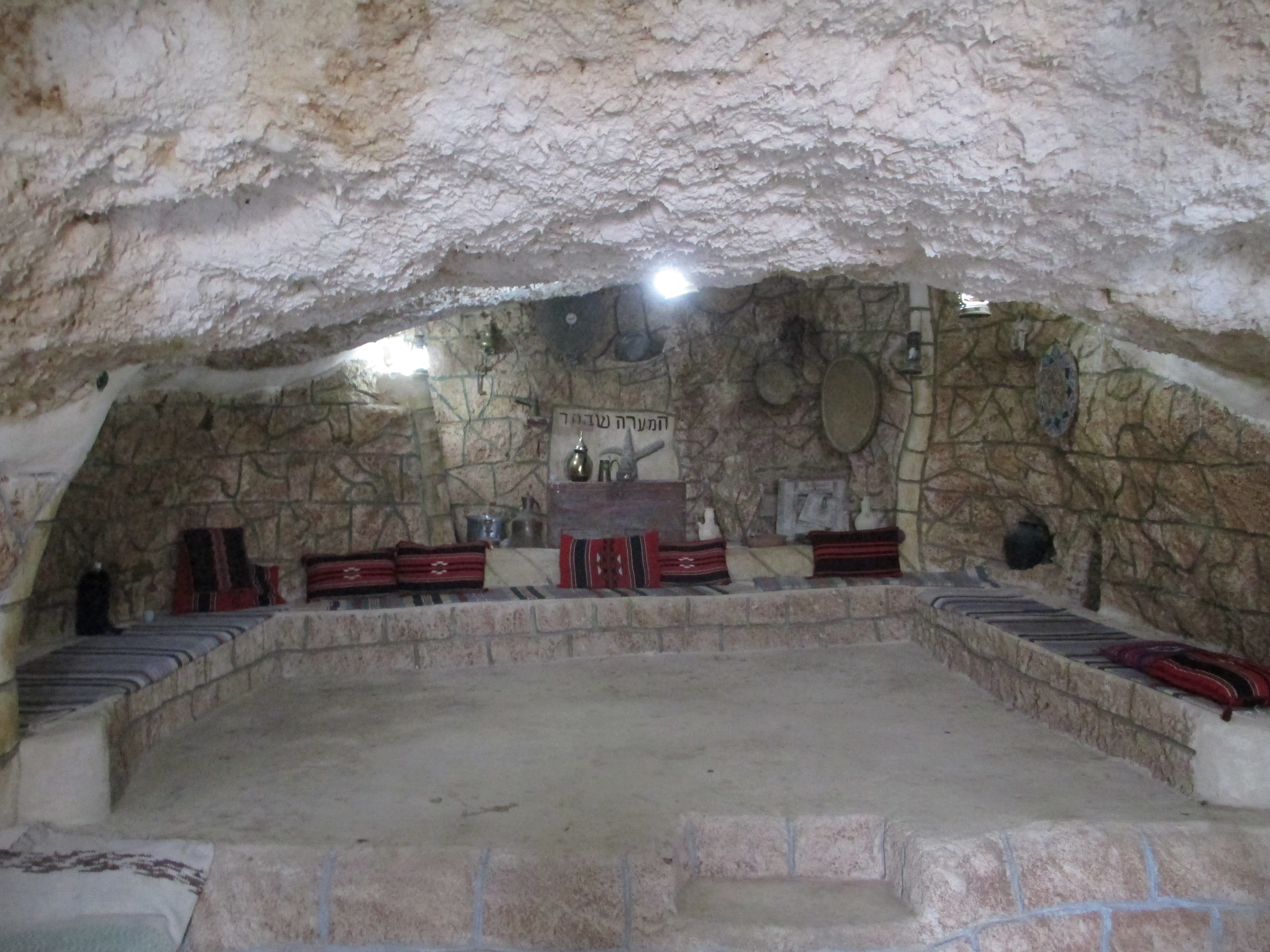
Жилая пещера в Дриджате, которая в настоящее время используется для посещения туристами.

Жители принесли с собой культуру проживания в пещерах на склоне горы, как это принято на юге горы Хеврон. Только после создания государства они начали строить постоянные постройки. До сих пор можно видеть в деревне все три этапа её строительства: ранний этап — жизнь в пещерах, вырубленных первыми жителями (некоторые из которых сейчас используются для туризма); промежуточный этап — каменные дома, в которых некоторые до сих пор живут люди; и третий этап — современное дома.
Как и десятки других арабских населенных пунктов в Негеве, Дриджат оставался непризнанной деревней до 2004 года, пока она не присоединилась к региональному совету Абу-Басма. Это единственная арабская небедуинская деревня в Негеве. Жители деревни — феллахи. В Дриджате на израильской национальной тропе находятся руины исторического памятника под названием Даргот.
В 2009 году поселок был подключен к национальной водопроводной сети, но до сих пор не подключен к электросети. В 2005 году он стал первым городом в мире, оснащенным многоцелевой солнечной электростанцией для обеспечения электроэнергией всей деревни и снижения уровня загрязнения. В деревне также находится единственная на Ближнем Востоке мечеть, работающая на солнечной энергии. Тем не менее, не все дома подключены к системе, и многие дома получают электричество через генераторы.

## Население
По данным Центрального статистического бюро Израиля, население на начало 2020 года составляло 1 244 человека.